# Paranomus centaureoides
Paranomus centaureoides är en tvåhjärtbladig växtart som beskrevs av Margaret Rutherford Bryan Levyns. Paranomus centaureoides ingår i släktet Paranomus och familjen Proteaceae. Inga underarter finns listade i Catalogue of Life.